# Plectrohyla chryses
La rana arbórea dorada (Plectrohyla chryses) es una especie de anfibios de la familia Hylidae. Es endémica de México.
Sus hábitats naturales son los montanos secos y los ríos. Está amenazada de extinción por la destrucción de su hábitat natural.